# Fissidens horizonticarpus
Fissidens horizonticarpus är en bladmossart som beskrevs av C. Müller 1886. Fissidens horizonticarpus ingår i släktet fickmossor, och familjen Fissidentaceae. Inga underarter finns listade i Catalogue of Life.